# 昂达尔
昂达尔（法語：Andard，法語發音：[ɑ̃daʁ] ⓘ）是法国曼恩-卢瓦尔省的一个旧市镇，属于昂热区。2016年1月1日，昂达尔和相邻的另外6个市镇合并成为新市镇卢瓦尔-欧蒂永（Loire-Authion）。

## 地理
昂达尔（47°27'25"N, 0°23'49"W）面积11.99 平方千米，位于法国卢瓦尔河地区大区曼恩-卢瓦尔省，该省份为法国西部内陆省份，大致对应安茹地区，北起顺时针与马耶讷省、萨尔特省、安德尔-卢瓦尔省、维埃纳省、德塞夫勒省、旺代省、大西洋卢瓦尔省和伊勒-维莱讷省接壤。
与昂达尔接壤的市镇（或旧市镇、城区）包括：欧蒂永河畔布兰、科尔内、勒普莱西-格拉穆瓦尔、萨里涅、维勒韦克。

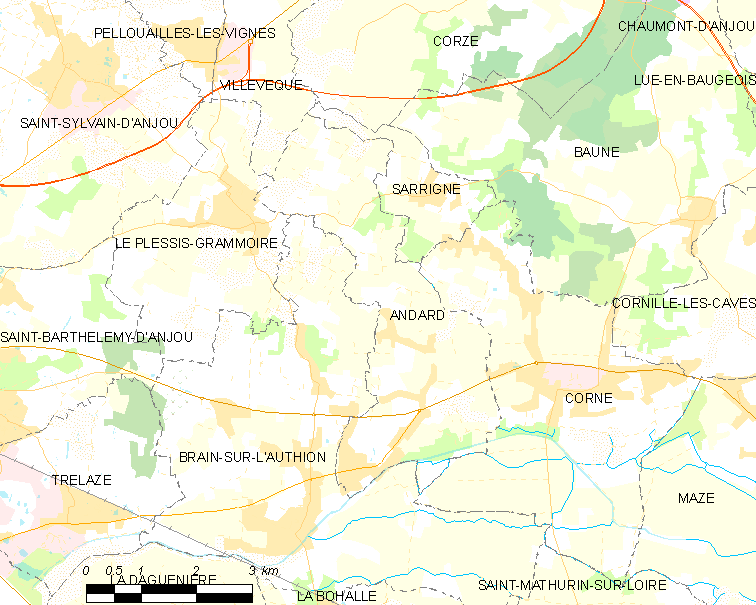
昂达尔的OSM定位图

昂达尔的时区为UTC+01:00、UTC+02:00（夏令时）。

## 行政
昂达尔的邮政编码为49800，INSEE市镇编码为49004。

## 政治
昂达尔所属的省级选区为昂热第七县。

## 人口

1962-2008年间昂达尔人口变化图示

昂达尔于2018年1月1日时的人口数量为2630人。